# Vale de Amári

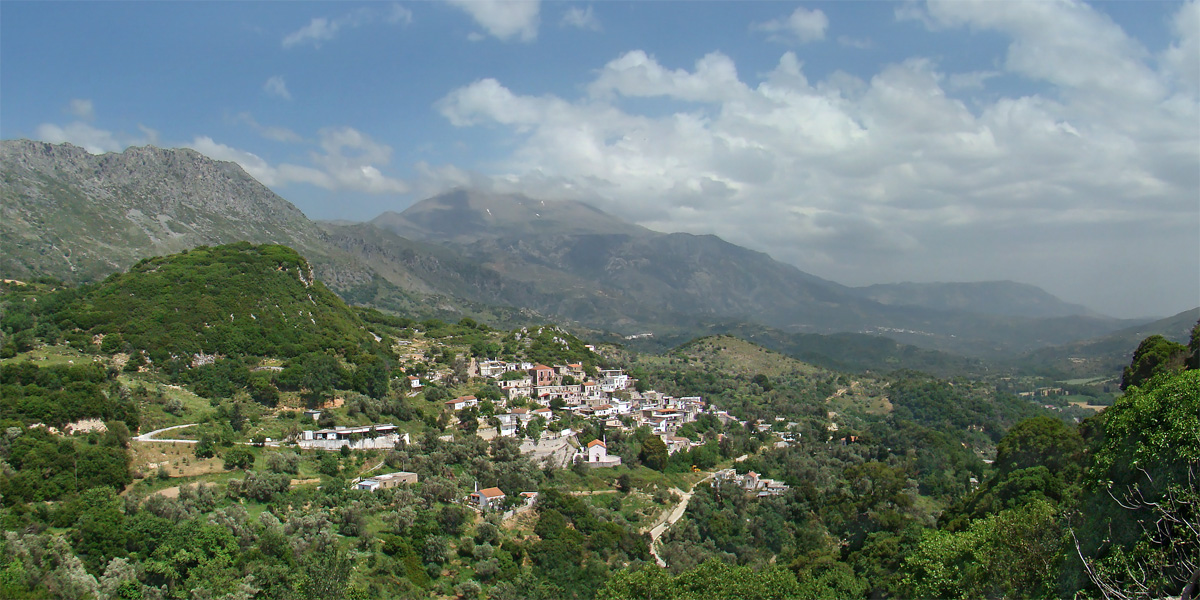
Vila de Tronos

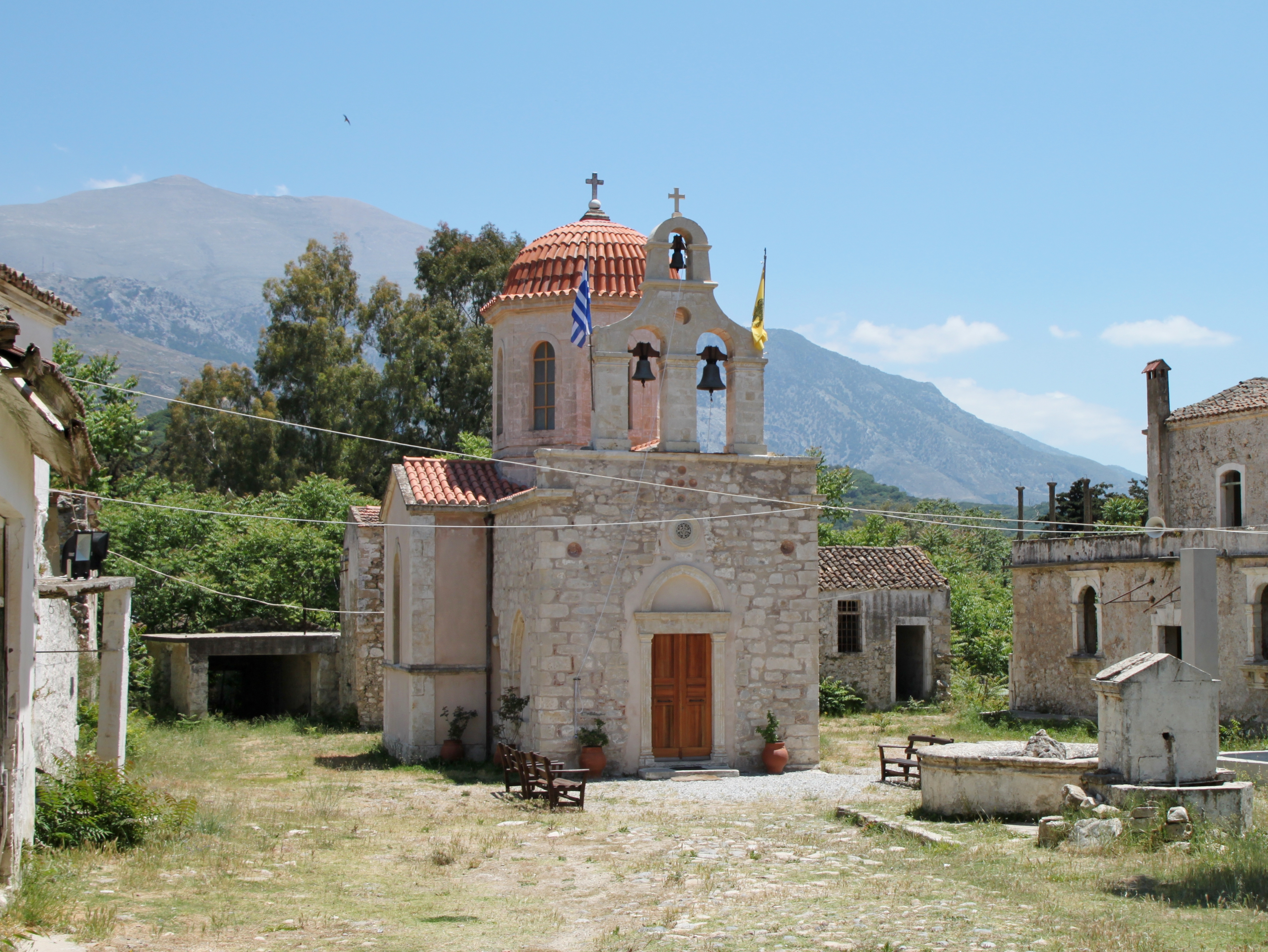
Igreja do mosteiro Assomáton (atualmente restaurada)

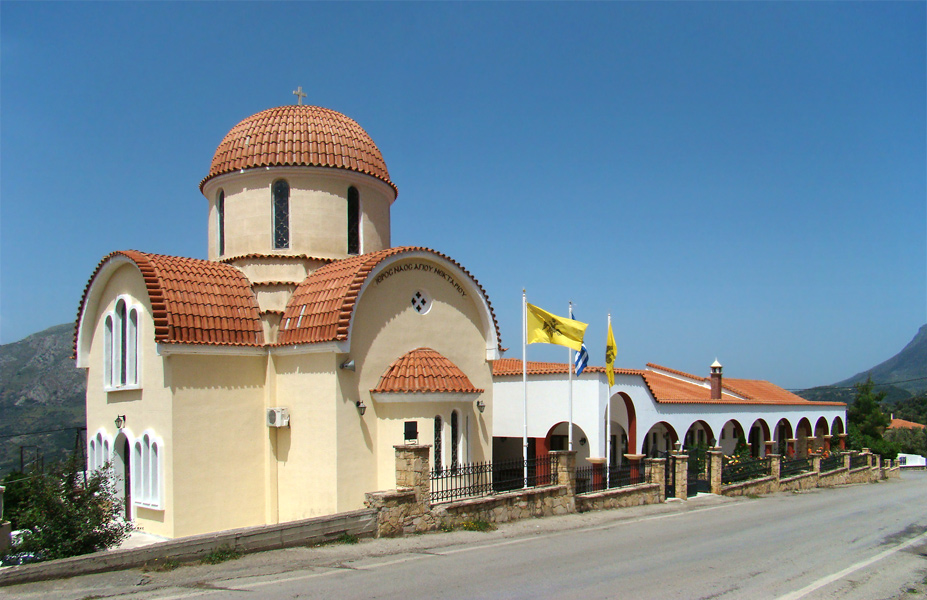
Igreja de São Nectário (Agios Nectarios), Furfurás

Amári (em grego: Αμάρι) é um vale fértil no sopé dos montes Ida e Cédros em Creta. Localizado a 600 m acima do nível do mar, é caracterizado pela produção agrícola de oliveiras, videiras e cerejeiras, assim como outros produtos agrícolas como milho, repolho, alface, etc. Tremoceiros, narcisos e gladíolos, orquídeas cretenses e flores do gênero geranium são comuns no vale. As vilas locais são, no geral, pequenas e estão localizadas no sopé dos montes circundantes.

## História
Escavações arqueológicas constataram que o local é povoado desde o neolítico, contudo, ainda há poucos vestígios (cacos e machados de pedra). Durante o período minoico a cidade de Festo ampliou-se com o desenvolvimento satélite dentro do vale Amári no final da idade do bronze, estabelecendo um assentamento em Monastirací; muitos outros vestígios minoicos são localizáveis ao longo da região, especialmente no assentamento minoico de Apodúlo e nas cavernas locais.
Muitos vestígios romanos foram identificados especialmente em cavernas, no entanto, a unica cidade na região durante o período foi o sítio de Sívritos. Possuía uma estratégica localização, controlando em seu tempo a rota norte-sul do vale. Arqueólogos especulam que a antiga cidade de Sulia, atual Agía Galíni, foi o porto de Sivrítos. A cidade cunhava moedas de prata representando os deuses Dionísio, Zeus e Hermes. Permaneceu como importante centro durante o período bizantino inicial e foi sede de um episcopado, no entanto, acabou sendo destruída por piratas sarracenos.
Durante o período bizantino muitas igrejas foram erigidas nas vilas locais, ou mesmo em meio ao vale. Durante o século XVII o mosteiro bizantino de Assomáton floresceu graças aos muitos donativos dos aldeões, tornando-se então, durante a dominação turca, o centro cultural da região. Utilizando-se do prestígio adquirido criou, entre outras coisas, uma escola em Monastirací (que operou até 1898), contudo, pela região ter grande número de cretenses muçulmanos, o mosteiro foi constantemente saqueado e destruído; em 1810, um terremoto provocou grandes avarias no recinto. O mosteiro de Calóidena alugou suas fazendas para os moradores de Ano Meros para que estes as cultivassem e parte da produção fosse encaminhada para a escola de Monastirací.
As cavernas locais durante todo o período otomano, assim como durante a ocupação alemã, serviram de refúgio para revolucionários cretenses. No contexto da Revolução de 1821, muitos mosteiros locais ajudaram os revolucionários a lutarem contra o domínio turco, tendo os monges de Calóidena participado da luta armada, no entanto, com o fracasso da revolução, em 1823, um exército turco proveniente da planície de Messara invadiu o vale Amári e destruiu aldeias, claustros e mosteiros. O vale Amári foi conhecido como um centro de resistência aos alemães durante a Batalha de Creta e da ocupação alemã. Após o rapto do general Heinrich Kreipe os alemães destruíram certo número de aldeias na área, incluindo a vila de Geracari.